# 254-es busz (Kecskemét)
A kecskeméti 254-es jelzésű autóbusz a Noszlopy Gáspár park és a Kadafalva között közlekedett. A viszonylatot a Kecskeméti Közlekedési Központ megrendelésére az Inter Tan-Ker Zrt. üzemeltette.

## Története
A járatot 2020. március 23-án a koronavírus-járvány miatt bevezetett elégséges szolgáltatást biztosító menetrend részeként indították el a 22-es és 34-es buszok összevonásával.
A május 25-ei menetrendben már nem szerepelt, mert újraindították a 22-es és 34-es jelzésű járatokat.

## Útvonala
| Kadafalva felé | Noszlopy Gáspár park felé |
| --- | --- |
| Noszlopy Gáspár park vá. – Bethlen körút – Budai út – Akadémia körút – Irinyi utca – Március 15. utca – Nyíri út – III. Béla körút – Csalánosi út – Boróka utca – Darázs utca – Kadafalva, Mókus utca vá. | Kadafalva, Mókus utca vá. – Darázs utca – Boróka utca – Csalánosi út – III. Béla körút – Nyíri út – Március 15. utca – Irinyi utca – Akadémia körút – Budai út – Bethlen körút – Noszlopy Gáspár park vá. |

## Megállóhelyei
| 0  | Noszlopy Gáspár park végállomás  | 26 | 1, 2D, 7, 12D, 15, 32, 111, 215 Helyközi buszok Távolsági járatok S20 , S210 , S220 , gyorsvonat, InterRégió, IC, expresszvonat, Televonat |
| 2  | Kada Elek utca                   | 24 | 32, 215 |
| 3  | Budai kapu                       | 23 | 32, 916, 215 Helyközi buszok |
| 5  | Hőközpont                        | 20 | |
| 6  | Irinyi utca                      | 19 | 4, 10, 14, 14D Helyközi buszok |
| 7  | Szent Család plébánia            | 18 | 4, 10, 14, 14D |
| 8  | Kristály tér                     | 17 | 4, 14, 14D |
| 9  | Benkó-domb                       | 16 | 4, 14, 14D |
| 11 | Domb Áruház                      | 14 | 4, 14, 14D, 29 Helyközi buszok |
| 13 | Mária kápolna                    | 12 | 29 |
| 14 | Egyetértés utca                  | 11 | |
| 15 | Háromszögi tér                   | 10 | |
| 16 | Kadafalvi út                     | 9  | 1, 111 Helyközi buszok |
| 18 | Felsőcsalános 26.                | 8  | Helyközi buszok |
| 20 | Gyulai köz                       | 6  | Helyközi buszok |
| 22 | Kadafalva, iskola                | 4  | Helyközi buszok |
| 23 | Kadafalva, Darázs utca           | 2  | Helyközi buszok |
| 24 | Kadafalva, Sirály utca           | 1  | |
| 25 | Kadafalva, Mókus utca végállomás | 0  | |